# Вильсонова вдовушка
Вильсонова вдовушка, или вильсонов стальной ткач (лат. Vidua wilsoni), — вид птиц из семейства вдовушковых. Подвидов не выделяют. Видовое название присвоено в честь Малкольма Уилсона (1869—1900) (по другой версии — в честь Гордона Уилсона).

## Распространение
Вильсонова вдовушка распространена в Африке: Камерун, Центральноафриканская Республика, Чад, Республика Конго, Демократическая Республика Конго, Кот-д’Ивуар, Гана, Гвинея, Гвинея-Бисау, Нигерия, Сенегал, Южный Судан и Того.

## Описание
Длина тела 10 см. Масса 11—14 г. Общая окраска самцов в брачном наряде чёрная с фиолетовым или синевато-фиолетовым отливом, на боку скрыто белое пятно. Верхняя часть крыльев и хвост коричневые. Три внутренние второстепенные маховые перья и их кроющие перья чёрные с синим отливом, остальные второстепенные маховые перья, первостепенные маховые перья и верхние кроющие перья крыльев коричневые, испод крыльев светло-серый (иногда чёрный). Радужная оболочка тёмно-коричневая; клюв белый; ноги светло-пурпурные, розовато-серые или розовато-белые. Самки и самцы вне сезона размножения имеют светло-коричневую центральную полосу на макушке с чёрными прожилками, окаймленную тёмно-коричневой полосой. Лицо бледное с беловатым надбровьем и тёмной полосой, проходящей от глаза до более светлого коричневого затылка, пятна на ушах черноватые и нечёткие. Верхняя часть тела коричневая с черноватыми прожилками, надхвостье коричневое без прожилок, хвост тёмно-коричневый. Крылья коричневые с охристыми полосами, образованными кончиками верхних кроющих перьев крыльев. Подбородок и горло беловатые, нижняя часть тела от груди до нижних кроющих перьев хвоста беловато-серая без прожилок, бока груди и тела охристо-серые, испод крыльев серый; клюв серый или серо-коричневый.

## Биология
Питаются семенами, в том числе культивируемого растения Digitaria exilis.
МСОП присвоил виду охранный статус LC.